# Latastia johnstonii
Latastia johnstonii är en ödleart som beskrevs av  George Albert Boulenger 1907. Latastia johnstonii ingår i släktet Latastia och familjen lacertider. Inga underarter finns listade i Catalogue of Life.